# Mateu Morral
Mateu Morral i Roca (Sabadell, 1880 – Torrejón de Ardoz, 2 de junho de 1906) foi um anarquista terrorista espanhol, conhecido como responsável pelo atentado contra o rei Afonso XIII e a rainha Vitória Eugênia em 31 de maio de 1906, o dia de suas bodas.
Filho de comerciante de têxteis de Barcelona, falava vários idiomas e, ao viajar pela Alemanha, conheceu e adotou o anarquismo. De volta à Espanha abandona o negócio familiar e começa a trabalhar com Francisco Ferrer como bibliotecário.
Em 1906 viajou a Madrid para preparar o atentado contra o rei: uma bomba de fabricação caseira oculta em um ramalhete de flores que lançou de um balcão contra a comitiva real. Os reis saíram ilesos, porém cerca de trinta pessoas morreram. Morral conseguiu escapar de Madrid, mas em 2 de junho foi reconhecido por várias pessoas perto de Torrejón de Ardoz. Estas pessoas avisaram a um guarda que, após algumas averiguações deteve-o. Morral entregou-se pacificamente, porém quando conduzido pelo guarda ao quartel de Torrejón de Ardoz, matou-o com um tiro e se suicidou.
Em julgamento posterior José Nakens, Francesc Ferrer e outros anarquistas foram condenados por conspiração. Um ano depois foram indultados.